# Kirchdorf an der Krems
Kirchdorf an der Krems osztrák város, Felső-Ausztria Kirchdorf an der Krems-i járásának központja. 2019 januárjában 4503 lakosa volt. 

## Elhelyezkedése

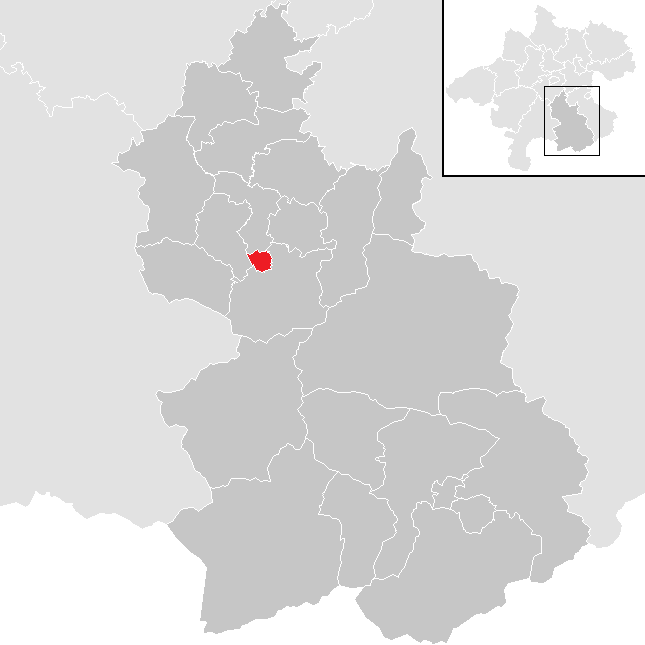
Kirchdorf an der Krems a Kirchdorf an der Krems-i járásban

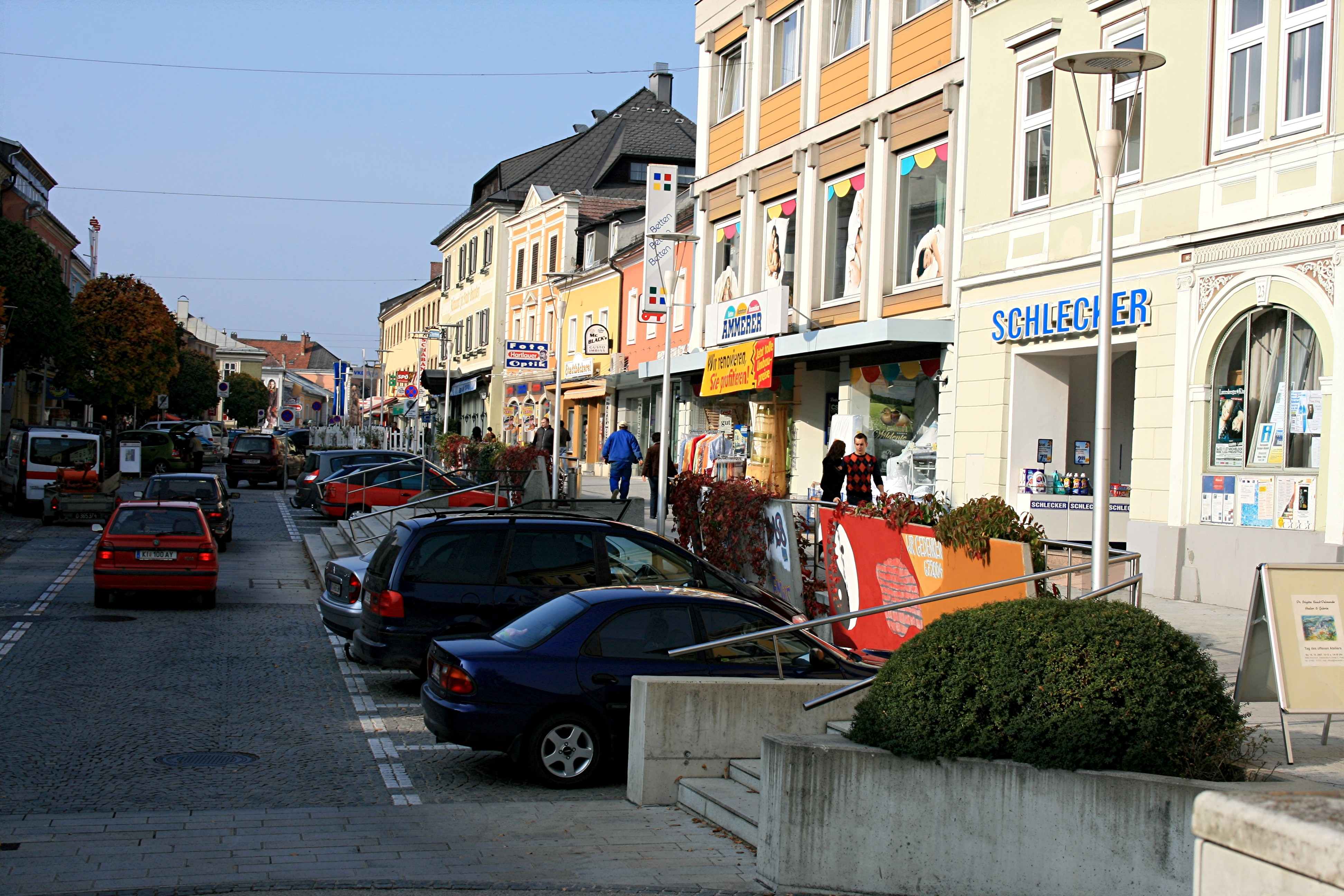
Kirchdorf főtere

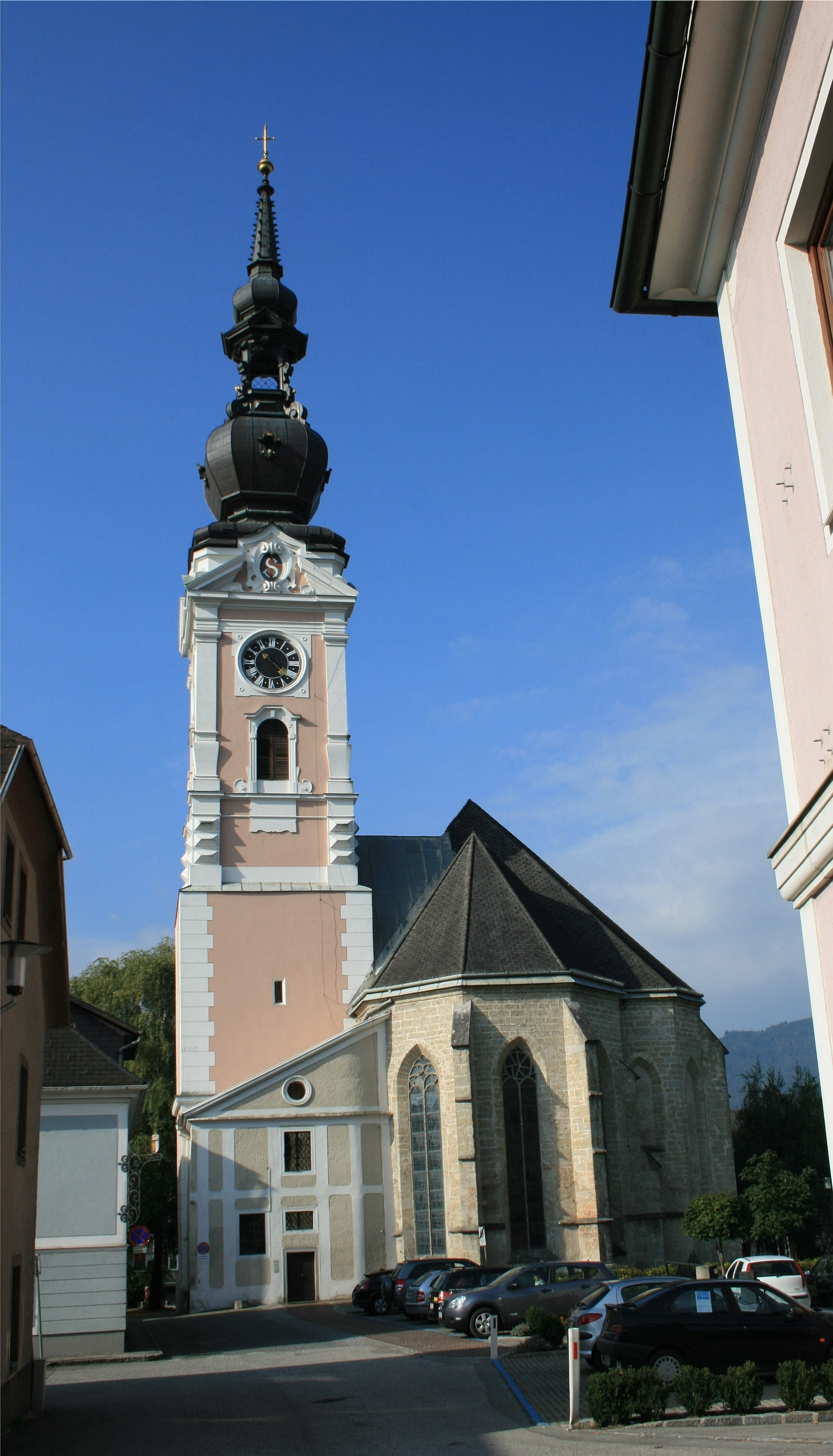
A Szt. Gergely-plébániatemplom

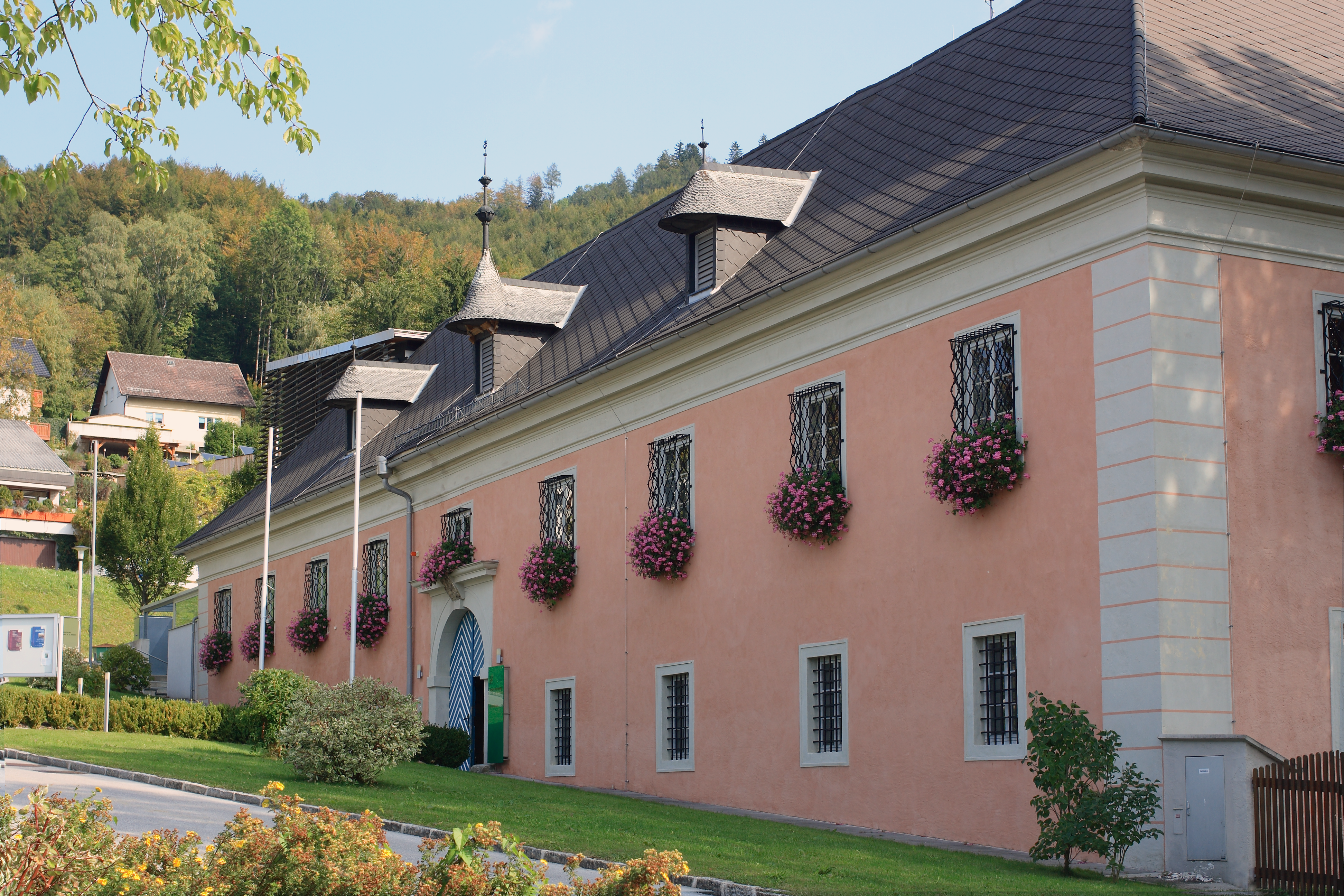
Neupernstein kastélya

Kirchdorf an der Krems Felső-Ausztria Traunviertel régiójában fekszik a Krems folyó mentén, a Kirchdorfi-flishegységben. Területének 44,8%-a áll mezőgazdasági művelés alatt. 
A környező önkormányzatok: északra Schlierbach, délkeletre Micheldorf in Oberösterreich, nyugatra Inzersdorf im Kremstal.

## Története
A mai várost magába foglaló kirchdorfi-micheldorfi medencét először 903-ban említik írásban, akkor még Oliupespurc (Olsburg) néven. A 11. század második felében a bambergi püspökség birtokába jutott. 1083-ban már állt itt egy templom, amely a mai Micheldorf területén álló Georgenberg temploma alá volt rendelve. A Kirchdorf (Chirchdorf) név először 1111-ben jelenik meg írásban, a Sankt Florian-i apátság egyik oklevelében. 1119-ben a bambergi püspök felszentelte a Szt. Gergely tiszteletére emelt új templomot.  
1283-ban a település már mezőváros jellegű volt, bár a püspök csak 1437-ben adományozott neki címert. Gazdasága alapját a barhentszövet készítése jelentette, a 16. században a polgárok fele ezzel az iparággal foglalkozott. A templomot 1491-ben késő gótikus stílusban átépítették, felépült a városháza és egy is iskola is. 1584-ben II. Rudolf császár hivatalosan is mezővárosi státuszt és vásártartási jogokat adományozott Kirchdorfnak. A 16. század második felétől egyre jelentősebbé vált a kaszakészítés ipara. 1604-ben megalakult a kirchdorfi-micheldorfi kaszakovácsok céhe. A gazdag mezőváros próbált szabadulni a püspöki felügyelet alól, de csak annyit értek el, hogy a hűbérúri jogok előbb a kremsmünsteri, majd a schlierbachi apátsághoz kerültek, míg végül 1795-ben megvásárolhatta szabadságát. 
1741-ben a szőlők teljes elfagyása véget vetett a Krems-völgyi bortermelésnek. Több alkalommal is tűzvész pusztította el a település egy részét: 1625-ben, 1686-ban, 1769-ben, 1777-ben és a nagy tűzvész 1877-ben. 1850-ben megalakult a mezővárosi önkormányzat, 1868-ban pedig Kirchdorf járási és járásbírósági székhellyé vált. 1918-ig az Enns fölötti Ausztria koronatartományhoz tartozott, melyet a köztársaság kikiáltásakor átneveztek Felső-Ausztria tartománnyá. 1938-ban Ausztria csatlakozott a Német Birodalomhoz, Kirchdorfot pedig az Oberdonaui gauba sorolták be. A második világháború után az ország visszanyerte függetlenségét és Felső-Ausztria is újjáalakult.  
1975-ben Kirchdorfot városi rangra emelték. 

## Lakosság
A Kirchdorf an der Krems-i önkormányzat területén 2019 januárjában 4503 fő élt. A lakosságszám 1934 óta gyarapodó tendenciát mutat. 2017-ben a helybeliek 84,4%-a volt osztrák állampolgár; a külföldiek közül 2,2% a régi (2004 előtti), 5,6% az új EU-tagállamokból érkezett. 5,5% a volt Jugoszlávia (Szlovénia és Horvátország nélkül) vagy Törökország, 2,4% egyéb országok polgára volt. 2001-ben a lakosok 77,5%-a római katolikusnak, 4% evangélikusnak, 1,6% ortodoxnak, 4,9% mohamedánnak, 10,8% pedig felekezeten kívülinek vallotta magát. Ugyanekkor 13 magyar élt a városban; a legnagyobb nemzetiségi csoportokat a német (88,2%) mellett a horvátok (4,1%), a szerbek (2,2%) és a törökök (1,3%) alkották.

## Látnivalók
- a Szt. Gergely-plébániatemplom
- Neupernstein kastélya
- a barokk katolikus plébánia
- a főtér és az óváros műemléki védettségű házai

## Testvértelepülések
- Seubersdorf in der Oberpfalz (Németország)

## Híres kirchdorfiak
- Josef Redtenbacher (1810–1870) vegyész
- Ludwig Redtenbacher (1814–1876) entomológus
- Gerlinde Kaltenbrunner (1970-) hegymászó

## Fordítás
- Ez a szócikk részben vagy egészben  a   Kirchdorf an der Krems című német Wikipédia-szócikk ezen változatának fordításán alapul.  Az eredeti cikk szerkesztőit annak laptörténete sorolja fel. Ez a jelzés csupán a megfogalmazás eredetét és a szerzői jogokat jelzi, nem szolgál a cikkben szereplő információk forrásmegjelöléseként.